# Hwasong-17

Links de Hwasong-17 die op 22 maart 2022 werd gelanceerd. Rechts de Hwasong-17 gelanceerd op 18 november, kleine stuwraketen aan de onderkant van de tweede trap wijzen mogelijk op aanpassing van de tweede trap raketmotor.

De Hwasong-17 (Koreaans: 《화성포-17》) is een Noord-Koreaanse tweetraps intercontinentale ballistische raket (ICBM), voor het eerst onthuld tijdens de parade voor de viering van het 75-jarig bestaan van de Arbeiderspartij van Korea, op 10 oktober 2020. Deze ICBM heeft het grootste bereik in het raketarsenaal van Noord-Korea (15.000 km+). De eerste vlucht vond plaats op 16 maart 2022.
Op de "Self defence-2021" tentoonstelling in Pyongyang werd de raket getoond met het label Hwasong-17.

## Details
De eerste trap van de Hwasong-17 wordt aangedreven door twee varianten van de Russische RD-250 raketmotor, over de aandrijving van de tweede trap is publiekelijk niets bekend. Als oxidator wordt distikstoftetraoxide gebruikt en als brandstof 1,1-dimethylhydrazine. Deze stoffen zijn hypergolisch dit maakt het transport en tanken van de raket risicovol. Een 22-wielig transport- en lanceervoertuig (TEL) vervoert de ICBM. De exacte capaciteiten van de raket zijn nog niet bevestigd door Noord-Korea; experts speculeren of de raket is gebouwd met de intentie het Amerikaanse ballistische raketverdedigingssysteem (GMD) te ontwijken, aangezien de Hwasong-15 al in staat was om het grootste deel van de Verenigde Staten te bereiken. De Hwasong-17 kan ook de mogelijkheid hebben om Meervoudige Onafhankelijke Richtbare Springkoppen (MIRV) te vervoeren. De grootte en configuratie van het 11-assige transport- en lanceervoertuig geeft aan dat Noord-Korea een binnenlandse capaciteit heeft ontwikkeld om dergelijke voertuigen te produceren. Het gecombineerde gewicht van de raket en zijn transportvoertuig limiteert de verplaatsing tot verharde wegen deze zijn beperkte in Noord-Korea. De lading van de Hwasong-17 met meerdere kernkoppen is speculatief, omdat er een complex geleidings- en ontkoppelmechanismen voor de kernkoppen nodig zijn die vluchttesten nodig hebben om de betrouwbaarheid te garanderen, Noord-Korea heeft niet de capaciteit om een realistisch scenario met terugkeer in de atmosfeer te testen en hierbij vluchtgegevens op te nemen. De Hwasong-17 is door Noord-Korea gebruikt om een aardobservatie-satelliet in ballistische baan te brengen waarna deze weer terugviel op aarde, er werden na deze test foto's uit de ruimte gepubliceerd van het Koreaanse Schiereiland door Noord-Koreaanse staatsmedia. 

## Testlanceringen
| Poging | Datum            | Plaats                                                           | Resultaat |
| ------ | ---------------- | ---------------------------------------------------------------- | --- |
| 1      | 16 maart 2022    | Sil-li raketfaciliteit, internationale luchthaven van Pyongyang. | Zuid-Koreaanse overheidsbronnen meldden dat de raket op 20 kilometer hoogte boven Pyongyang is geëxplodeerd. Noord-Korea heeft deze test nooit gemeld. |
| -      | 24 maart 2022    | Sil-li raketfaciliteit,internationale luchthaven van Pyongyang.  | De eerste door Noord-Korea aangekondigde test van de Hwasong-17, met een maximaal bereikte vlieghoogte van 6248.5 km en een horizontale verplaatsing van 1090 km, de totale vliegtijd was 71 minuten. Waarschijnlijk werd er geen Hwasong-17 maar een onbekende variant van de Hwasong-15 met groter bereik gelanceerd. Videobeelden van de Hwasong-17 lancering komen niet overeen met de omstandigheden op 24 maart, het zou op de beelden gaan om de test van 16 maart. Zuid-Koreaanse overheid meldde op basis van vluchtgegevens dat het niet ging om een Hwasong-17.                                                                       |
| 2      | 18 november 2022 | Sil-li raketfaciliteit, internationale luchthaven van Pyongyang. | Dit is de eerste succesvolle bevestigde test van de Hwasong-17. De Japanse en Zuid-Koreaanse overheid berichten beide over de test van een Noord-Koreaanse ICBM waarbij het vermoeden was dat het ging om een Hwasong-17. De test bereikte een maximale hoogte van 6000 km en vloog 1000 km hemelsbreed. Het Noord-Koreaanse staatsdagblad publiceerde een dag na de test foto's van het lanceervoertuig met de Hwasong-17 in transport en in lanceerpositie. Ook werden er foto's en video's van de lancering zelf getoond door de Noord-Koreaanse staatsomroep. Tijdens deze test was ook Kim Ju-ae (oudste dochter) van Kim Jong-un aanwezig. |
| 3      | 16 maart 2023    | Sil-li raketfaciliteit,internationale luchthaven van Pyongyang.  | Noord-Korea lanceerde de Intercontinentale raket als reactie op de "provocerende oefening" van de Verenigde Staten en Zuid-Korea. De Hwasong-17 vloog 69 minuten en bereikte een hoogte van 6075 kilometer. Net als in eerdere testen was de baan van de raket veel hoger dan bij een vlucht naar een doelwit. Op later gepubliceerde foto's en video beelden is de aanwezigheid van Kim Jong-un en zijn dochter te zien. Ook is op foto's te zien dat de onderkant van de raket smaller is dit duidt op vertrouwen in de aerodynamische stabiliteit van de raket.                                                                               |